# Rafael Filizzola
Rafael Augusto Filizzola Serra (Asunción, 16 de febrero de 1968) es un abogado, docente universitario y político paraguayo. Desde 2023 es senador nacional, por el Partido Democrático Progresista.
Anteriormente fue diputado nacional por Capital, de 1998 a 2008, y ministro del Interior, de 2008 a 2011, bajo el gobierno de Fernando Lugo.
Fue además candidato a vicepresidente del Paraguay, en las elecciones generales de Paraguay de 2013.

## Biografía

### Vida personal y familiar
Nació el 16 de febrero de 1968 en Asunción.
Contrajo matrimonio en el año 1996 con Desirée Masi, con quien tiene dos hijos.

### Educación
Realizó sus estudios universitarios en la Facultad de Ciencias Jurídicas y Diplomáticas de la Universidad Católica "Nuestra Señora de la Asunción" (UCA), en la que obtuvo el título de abogado y Doctor en Ciencias Jurídicas, y en la que, a su vez, fue presidente del Centro de Estudiantes. Ha realizado estudios de especialización en derecho penal y tiene una maestría en justicia constitucional y derechos humanos en la Universidad de Bologna.
Participó activamente en la lucha de la Federación de Estudiantes Universitarios del Paraguay, en contra del gobierno dictatorial de Alfredo Stroessner.

## Carrera política

### Inicios
Fue electo diputado por el distrito Capital en el año 1998, siendo posteriormente reelecto en las elecciones del 2003. En ese entonces, era miembro del Partido País Solidario (PPS), pero en el 2007, decide crear su propia nucleación política, que se denominó Partido Democrático Progresista, y se convirtió en el presidente de dicho partido. En las elecciones del 2008 su partido político formó parte de la Alianza Patriótica Para el Cambio, que llevó al poder a Fernando Lugo, mientras tanto Rafael Filizzola era electo como senador de la república.

### Ministro del Interior (2008-2011)

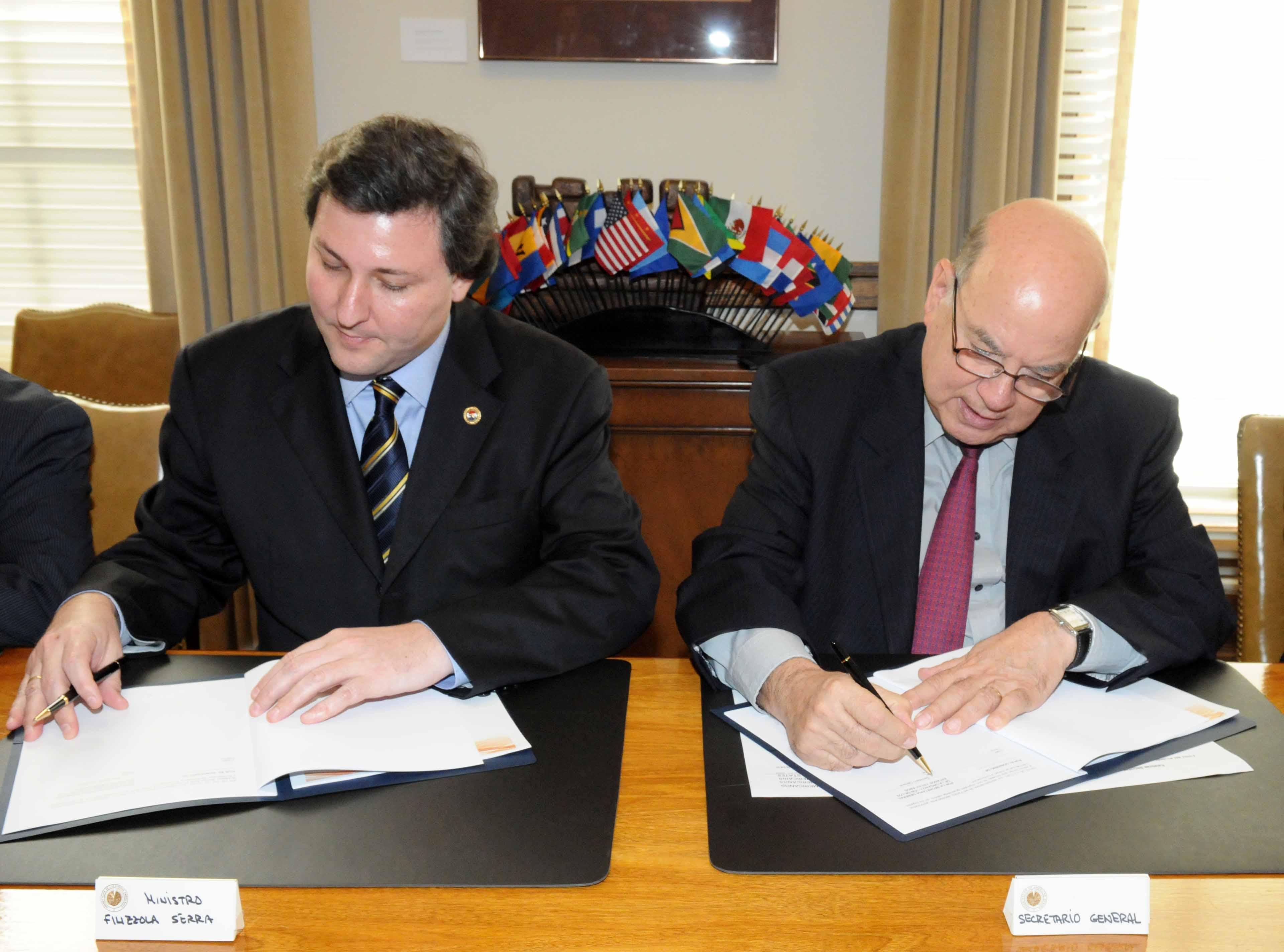
Filizzola en la Cumbre de ministros del Mercosur, año 2010.

Tras la asunción de Fernando Lugo al poder el 15 de agosto de 2008, el mismo nombró a Rafael Filizzola como ministro del Interior, para asumir el cargo. Filizzola renunció a su banca en el Senado, y durante su gestión impulsó profundas reformas en la Policía y colocó en el centro de las prioridades el combate contra el crimen organizado y la lucha contra el autodenominado Ejército del Pueblo Paraguayo (EPP).
Fue destituido el 16 de junio del 2011, junto al entonces ministro de Obras Públicas y Comunicaciones, Efraín Alegre.

### Elecciones generales de 2013

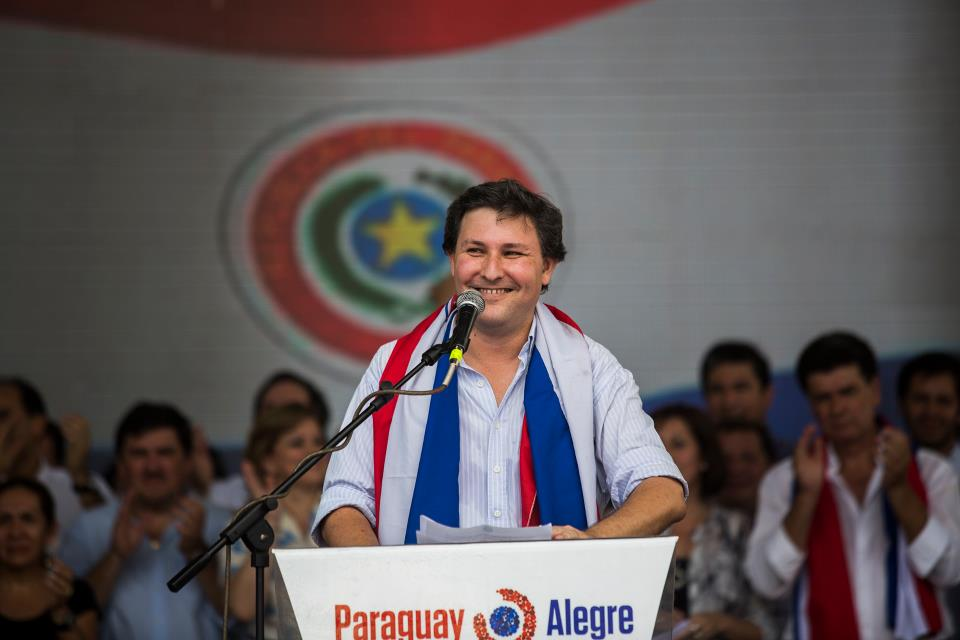
Filizzola en 2013 durante un acto proselitista.

Filizzola se unió a Efraín Alegre, para conformar una chapa presidencial, para las elecciones llamadas urnas delivery, que se realizarían dentro del Partido Liberal Radical Auténtico (PLRA), para consensuar al candidato que represente a dicha agrupación política. La realización de dichas urnas fue un rotundo fracaso, ya que no pudieron llegar a un acuerdo. Tanto la dupla Alegre-Filizzola y el movimiento de Blas Llano, siguieron con el objetivo de llegar al Palacio de los López.
Luego, tras la salida de Fernando Lugo del poder, y la toma de posesión por Federico Franco, perteneciente al PLRA, Blas Llano presidente del partido, renuncia a su candidatura presidenciable, y se une al equipo de Efraín Alegre. Finalmente el PLRA oficializa la candidatura de Efraín Alegre a la presidencia, y Rafael Filizzola a la vicepresidencia.

### Senador Nacional (2023-)
En las elecciones generales de 2023 fue electo senador nacional, cargo que asumió el 30 de junio de ese año.